# 진주 하륜 묘역
진주 하륜 묘역(晉州 河崙 墓域)은 대한민국 경상남도 진주시 미천면 오방리에 있는 조선왕조 태종 때 문신인 하륜의 무덤을 비롯한 6기의 무덤이 있는 묘역이다. 1977년 12월 28일 경상남도의 기념물 제41호 진양오방산조선조팔각형고분군으로 지정되었다가, 2018년 12월 20일 현재의 명칭으로 변경되었다.

## 개요
조선왕조 태종 때 문신인 하륜의 무덤을 비롯한 6기의 무덤들로 해발 120m의 야산에 위치한다.
하륜(1347∼1416)은 고려 말 이색의 제자로 요동정벌을 반대하였으며 조선왕조가 건립될 때 계룡산에 도읍을 정하는 것을 반대하기도 하였다. 이방원을 도와 제1차 왕자의 난을 일으켰고, 태종의 즉위를 도와 1등공신에 등록되었다. 벼슬은 영의정부사까지 올랐고, 한나라 장자방과 비유되기도 한다.
이 지역에는 하륜의 무덤을 비롯하여 그의 할아버지 하시원, 할머니 진양정씨, 아버지 하윤린, 어머니 진양강씨 등 진양 하씨의 집안무덤이 있다. 할아버지 무덤을 비롯한 4기의 무덤은 장방형으로 둘레돌(호석)을 둘렀다.
이 무덤은 하륜을 비롯한 3대의 무덤이 한곳에 있어 고려 후기에서 조선 전기 무덤의 변화를 알 수 있는 유적지이다. 또한 하륜의 무덤도 팔각형의 독특한 형태를 하고 있어, 조선 초기 무덤연구에 좋은 자료로 평가된다.

## 참고 자료
- 진양오방산조선조팔각형고분군 - 국가유산청 국가유산포털